# Ankhara II (álbum)
En agosto del 2000 el grupo empezó la preproducción de su nuevo álbum de estudio, intercalando esta labor con sus compromisos en directo. Ankhara II, su segundo álbum, contiene 11 nuevas canciones y en él se aprecia una lógica evolución en el estilo y forma del grupo. El resultado es un sonido intenso a la vez que melódico, fresco pero lleno de arreglos, exquisito y demoledor. 
Se grabó en los estudios Sincronía de Madrid y ha sido producido por Sergio Marcos, prestigioso ingeniero de sonido que ha trabajado para grupos como Barricada, Mägo de Oz, Narco, S.A., Grass, Def Con Dos, Extremoduro, Easy Ryder y también productor de bandas como Tribu X, Lin Ton Taun.
Al mismo tiempo Pacho Brea, el vocalista del grupo grabó las versiones en inglés de los discos Dueño Del Tiempo y II para su edición internacional (los cuales no se publicaron).

## Lista de canciones
1. «Jamás» - 6:10
2. «Mundo De Odio» - 5:44
3. «Entre Tinieblas» - 5:52
4. «Océanos De Lágrimas» - 7:50
5. «No Digas Nunca» - 4:05
6. «Buscando Mi Camino» - 5:54
7. «Quema Tu Miedo» - 4:30
8. «Junto A Mí» - 5:46
9. «Una Vez Más» - 4:54
10. «Tu Sangriento Pasado» - 3:42
11. «Ankhara» - 5:26